# San Miguel (cantão)

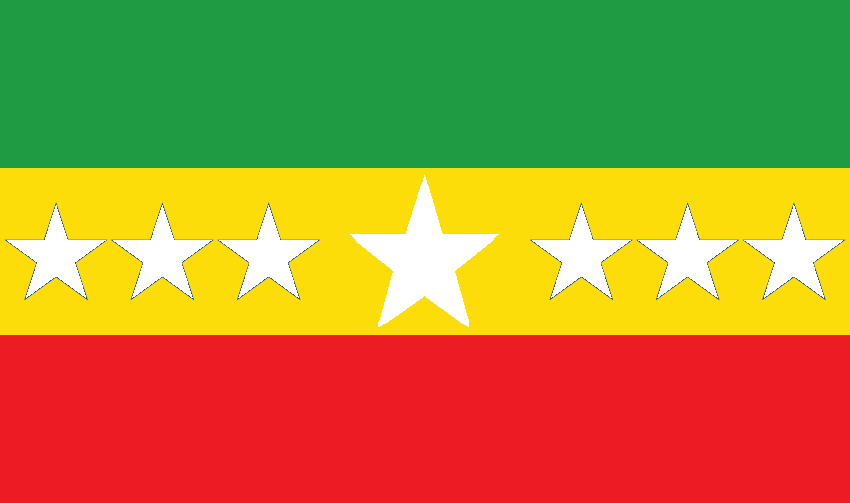
Bandeira de São Miguel, em Bolívar.

San Miguel é um cantão do Equador localizado na província de Bolívar.
A capital do cantão é a cidade de San Miguel.